# Лављи макаки
Лављи макаки (лат. Macaca silenus) је врста сисара из реда примата и породице мајмуна Старог света (Cercopithecidae). 

## Распрострањење
Југозападна Индија је једино познато природно станиште врсте.

## Станиште
Врста Macaca silenus има станиште на копну.

## Угроженост
Ова врста се сматра угроженом.

### Популациони тренд
Популација ове врсте се смањује, судећи по расположивим подацима.